# 동문 아뮤티
동문 아뮤티(영어: Dongmun Amyut)는 대한민국 울산광역시 남구 신정동에 위치한 초고층 아파트 단지다.